# Robert A. Alberty
Robert Arnold Alberty  (Winfield (Kansas), 21 de junio de 1921 - Cambridge (Massachusetts), 18 de enero de 2014), fue químico biofísico estadounidense, profesor emérito del Instituto de Tecnología de Massachusetts (MIT), y miembro del Academia Nacional de Ciencias de los Estados Unidos.

## Biografía
Alberty se graduó y consiguió los títulos de máster en la Universidad de Nebraska en 1943 y 1944, respectivamente, y el doctorado en la Universidad de Wisconsin–Madison en 1947. Por su trabajo en el área de la termodinámica biológica, Alberty fue elegido para la Academia Nacional de Ciencias en 1965. En 1968 fue elegido miembro de la Academia Estadounidense de las Artes y las Ciencias. Fue decano de la Escuela de Ciencias del MIT entre 1967-1982.
Alberty es también conocido por sus textos de fisicoquímica, que han pasado por muchas ediciones. El primero, "Physical Chemistry", en coautoría con Farrington Daniels, se publicó en 1957. Los libros más recientes del mismo título han sido coautores con Robert J. Silbey y Moungi G. Bawendi (2004). Otros trabajos incluyen "Termodinámica de reacciones bioquímicas" (2003) y "Termodinámica bioquímica: aplicaciones de matemática (métodos de análisis bioquímico)" (2006).
Al final de su vida, escribió un breve biografía de su carrera como científico.

## Investigación
Al comienzo de su carrera, Alberty trabajó principalmente en aspectos sobre la electroforesis en química de proteínas. Posteriormente se interesó en las reacciones catalizadas por enzimas, inicialmente estudiando la fumarasa en particular. Fue uno de los primeros en considerar la cinética de reacciones con más de un sustrato, y en los años que siguieron casi no hubo ningún aspecto de la cinética enzimática que no tocara, su trabajo incluyó, por ejemplo, estudios de pH, ecuaciones de tasa integradas, reversible reactions, efectos de la temperatura, efectos de tampones e inhibidores, y otros.
El interés inicial de Alberty en la ionización de los fosfatos de adenosina y de los aspectos termodinámicos de las reacciones bioquímicas. llegó a ser su principal interés, y en sus últimos años tuvo numerosas publicaciones sobre este tema, como una recopilación de las propiedades del ATP y compuestos relacionados. Trabajó con la IUPAC en recomendaciones para la presentación de datos para termodinámica bioquímica.
Aunque estaba principalmente interesado en reacciones catalizadas por una sola enzima, también trabajó con sistemas de más de una enzima, como el ciclo de la urea.